# Eucratonyx hamatus
Eucratonyx hamatus är en mångfotingart som beskrevs av Pocock 1899. Eucratonyx hamatus ingår i släktet Eucratonyx och familjen Eucratonychidae.
Artens utbredningsområde är Papua Nya Guinea. Inga underarter finns listade i Catalogue of Life.